# 11595 Monsummano
11595 Monsummano eller 1995 KN är en asteroid i huvudbältet som upptäcktes den 23 maj 1995 av de båda italienska astronomerna Andrea Boattini och Luciano Tesi vid Pian dei Termini-observatoriet. Den är uppkallad efter den italienska staden Monsummano Terme.
Asteroiden har en diameter på ungefär 3 kilometer.